# Međa (okręg jablanicki)
Međa (cyr. Међа) – wieś w Serbii, w okręgu jablanickim, w mieście Leskovac. W 2011 roku liczyła 821 mieszkańców.